# Museu Nacional de l'Iraq
El Museu Nacional de l'Iraq (àrab: المتحف العراقي, al-Matḥaf al-ʿIrāqī, ‘el Museu Iraquià’) és un museu arqueològic situat a Bagdad, l'Iraq, que alberga precioses relíquies de la civilització a la Mesopotàmia, algunes de les quals van ser saquejades durant la invasió de l'Iraq de 2003. El museu va ser inaugurat sota el nom primigeni Museu Arqueològic de Bagdad per l'escriptora i viatgera britànica, Gertrude Bell -nomenada la primera directora- el 1926, poc abans de morir.

## Història

### Fundació
Després de la Primera Guerra Mundial, arqueòlegs d'Europa i els Estats Units van iniciar diverses excavacions a tot l'Iraq. En un esforç per evitar que aquestes troballes deixessin l’Iraq, la viatgera, arqueòloga i escriptora Gertrude Bell va començar a recollir els artefactes en un edifici governamental de Bagdad el 1922. El 1926, el govern iraquià va traslladar la col·lecció a un nou edifici i va establir el Museu d'Antiguitats de Bagdad, amb Bell com a directora. Bell va morir aquell mateix any i el nou director va ser Sidney Smith.
El 1966, la col·lecció es va traslladar de nou a un edifici de dos pisos, 45.000 metres quadrats, al barri d'Al-Ṣāliḥiyyah de Bagdad, al districte d'Al-Karkh, a la banda est del riu Tigris. Amb aquest moviment es va canviar el nom del museu pel de Museu d'Iraq. Originalment es coneixia com el Museu Arqueològic de Bagdad.
Bahija Khalil es va convertir en la directora del Museu de l'Iraq el 1983. Va ser la primera dona directora i va ocupar aquest lloc fins al 1989.

### Guerra del Golf
El museu va ser tancat el 1991 durant la Guerra del Golf per temor als atacs aeris per part de l'exèrcit estatunidenc, i no es va tornar a reobrir fins al 28 d'abril de 2000, amb motiu de l'aniversari de Saddam Hussein. Durant el període en què Saddam va estar al poder, el museu únicament podia ser visitat pel cercle proper d'amics, quedant prohibida l'entrada al públic, per aquest mateix motiu, al museu se li va arribar a crear la matriu d'opinió en els mitjans d'estat, publicitat i propaganda estatunidencs com a Cofre del Tresor Privat de Saddam amb la intenció de seguir col·locant l'opinió pública en contra de Saddam Hussein.

### Invasió de l'Iraq de 2003

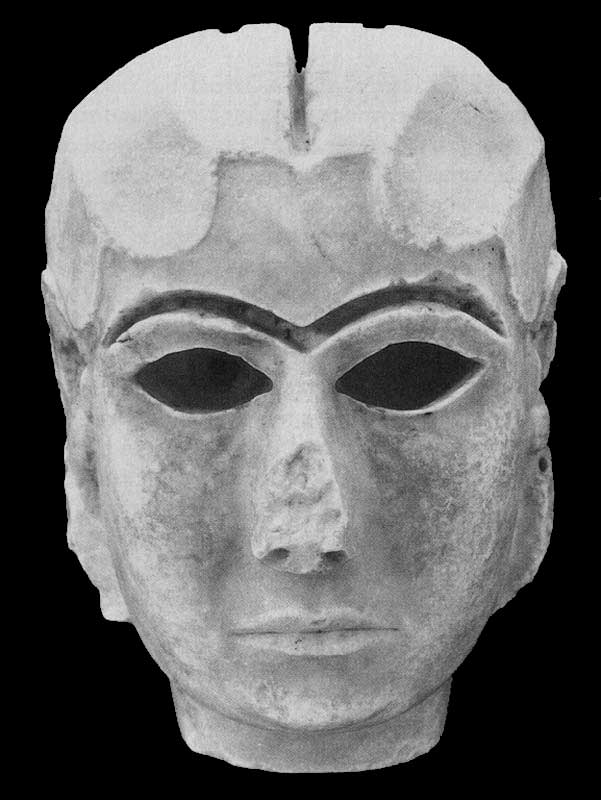
Imatge de la Dama de Warka.

Mesos abans que es produís la invasió de l'Iraq de 2003, a partir de desembre i gener, diversos experts en antiguitats, inclosos els representants de la American Council for Cultural Policy van demanar al El Pentàgon i al govern del Regne Unit que garantissin la seguretat del museu, tant d'atacs com del possible saqueig. A pesar que no es van fer promeses, les forces estatunidenques van evitar bombardejar el lloc.
Els robatoris van tenir lloc entre el 8 d'abril i el 12 d'abril, quan alguns funcionaris van tornar a l'edifici.
Forces de l'exèrcit dels Estats Units, encapçalades pel coronel Mateo Marina Bogdanos, van entrar en el recinte el 16 d'abril, i van iniciar una recerca el 21 d'aquest mateix mes. El resultat de la recerca va indicar que malgrat les afirmacions en sentit contrari, les forces nord-americanes no havien saquejat l'edifici i que va haver-hi tres robatoris per part de tres grups diferents durant els quatre dies que va romandre sense funcionaris. Encara que el personal del museu havia establert un pla d'emmagatzematge per evitar robatoris i danys -també utilitzat durant la Guerra Iran-Iraq i durant la primera Guerra del Golf-, molts objectes de grans proporcions com a estàtues, esteles i frisos s'havian deixat en les galeries públiques, protegits amb escuma i envoltats de sacs de sorra. En total, quaranta peces van ser robades d'aquestes galeries, la majoria de les quals es trobaven entre les més valuoses. A partir de 2005, es van poder recuperar tretze objectes, incloent les tres més valuoses: el Gerro sagrat de Warka -encara que trencat en 14 peces, el mateix estat en el qual va ser descobert quan es va excavar-, la Dama de Warka i l'Estàtua de Bassetki.
A més, algunes seccions d'emmagatzematge també van ser saquejades, encara que les portes exteriors d'acer no van mostrar senyals d'haver estat forçades. Aproximadament 3.100 peces excavades com a gerres, atuells, fragments de ceràmica, etc. van ser robades, de les quals s'han pogut recuperar unes 3.000. Entre les que no es van recuperar es trobava un relleu que mostra a la deessa Innana. El robatori va semblar ser realitzat de forma indiscriminada, per exemple, tota una plataforma de falsificacions va ser robada, mentre que van deixar una plataforma adjacent plena de peces de valor incalculable.
El tercer succés va ser el robatori a la sala d'emmagatzematge subterrani, on les proves van indicar que es va realitzar gràcies a la col·laboració d'algun funcionari del museu. Els lladres van intentar robar la majoria dels objectes fàcilment transportables que havien estat intencionalmente emmagatzemats en el lloc més remot possible. Les proves van indicar que els lladres posseïen claus dels armaris on s'emmagatzemaven ganivets i joies, entre altres objectes preciosos, però a causa que van perdre les claus en la foscor de la càmera, al final van acabar robant 10.000 objectes petits que es trobaven en caixes de plàstic situades en el terra. De tot aquest material, gairebé 2.500 articles s'han pogut recuperar.

### Recuperació d'objectes robats

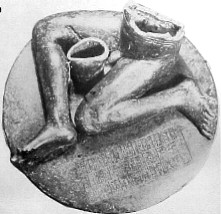
Estàtua de Bassetki una de les obres recuperades.

Després de les nombroses crítiques que va rebre el govern estatunidenc per no evitar el saqueig del museu, diversos equips d'agents del FBI van ser enviats a l'Iraq per buscar els objectes robats del museu. La UNESCO per la seva banda, va organitzar una reunió d'emergència d'experts en antiguitats el 17 d'abril de 2003 a París per fer front a les seqüeles dels saquejos i els efectes globals que poden suposar al mercat d'art i antiguitats.
El 18 d'abril de 2003, es va crear als Estats Units el Projecte Museu de Bagdad amb la intenció d'assegurar al Museu Nacional de l'Iraq que es faran tots els esforços per a la recuperació de la seva col·lecció. En lloc de centrar-se únicament en l'aplicació de la llei i a l'actual mercat d'antiguitats, el projecte pretén establir un ampli catàleg en línia de tots els objectes culturals que posseïa el museu, crear un museu virtual de Bagdad que sigui accessible al públic en general des d'Internet, construir un espai de treball cooperatiu virtual en tres dimensions en el Museu de Bagdad per al disseny i recaptació de fons, i establir un centre de recursos virtual en el Museu de Bagdad per al desenvolupament cultural de la comunitat.
Diversos objectes saquejats del museu han estat recuperats a Jordània, Estats Units, Suïssa, Japó, i fins i tot a eBay. Entre els detinguts per intentar portar antiguitats saquejades als Estats Units d'Amèrica estaven un reporter i un fotògraf de la cadena Fox News Channel.
El 7 de maig de 2003, les autoritats nord-americanes van anunciar que prop de 40.000 manuscrits i 700 objectes pertanyents al Museu Nacional de l'Iraq a Bagdad es van recuperar en terra estatunidenca gràcies a la col·laboració entre els agents de duanes i experts del museu de l'Iraq. D'altra banda, alguns saquejadors van retornar els articles que posseïen il·lícitament a canvi de recompenses o promeses d'amnistia. Alguns objectes que es creien desapareguts van aparèixer amagats en voltes secretes d'emmagatzematge dins del museu abans que esclatés la guerra.
El 7 de juny de 2003, les autoritats nord-americanes van anunciar que els tresors de fama mundial de Nimrud van ser localitzats en una volta secreta localitzada dins del Banc Central de l'Iraq. El tresor estava compost per collarets, plaques, arets d'or, anells, bols i flascons.

### Reobertura
El 23 de febrer de 2009, el museu va tornar a obrir les portes. Al principi, només 6 de les seves 24 sales van ser obertes al públic, i només es podia accedir amb cita prèvia. El 28 de febrer de 2015 es va inaugurar oficialment, com a resposta del govern iraquià a la destrucció del Museu de Mossul per part del grup terrorista Estat Islàmic.

## Col·leccions
A causa de la gran riquesa arqueològica de la civilització mesopotàmica, les seves col·leccions es troben entre les més importants del món. La relació britànica amb el museu -i amb l'Iraq- significa que les exposicions han estat sempre mostrades tant en anglès com en àrab. Al llarg de les 28 galeries i voltes que componen el museu, es poden observar importants obres compreses entre els més de 5.000 anys d'història de Mesopotàmia. Entre les obres es destaquen una estàtua de bronze de Nippur d'uns 4.000 anys representant a Urnnammu, un cilindre de 5.000 anys que mostra una escriptura cuneïforme de Babilònia de l'època del rei Nabucodonosor, el sagrat Gerro Warka fet d'alabastre 3.200 anys aC. Encara unes 10.000 peces del Museu Nacional continuen desaparegudes, va dir Amira Eidan, director general del museu, amb motiu de la recuperació i devolució per part d'Alemanya de 45 peces el 30 de gener de 2012.

## Peces destacades
- Arpes d'Ur
- Dama de Warka
- Estàtua de Bassetki
- Tauleta d'argila